# Nissan Pulsar (Europa)
Nissan Pulsar – samochód osobowy klasy kompaktowej produkowany przez japoński koncern Nissan w latach 2014 – 2018. 
Europejska wersja modelu Pulsar jedynie technicznie powiązana była z innym dawnym, australijskim modelem Nissana o tej samej nazwie.

## Opis modelu

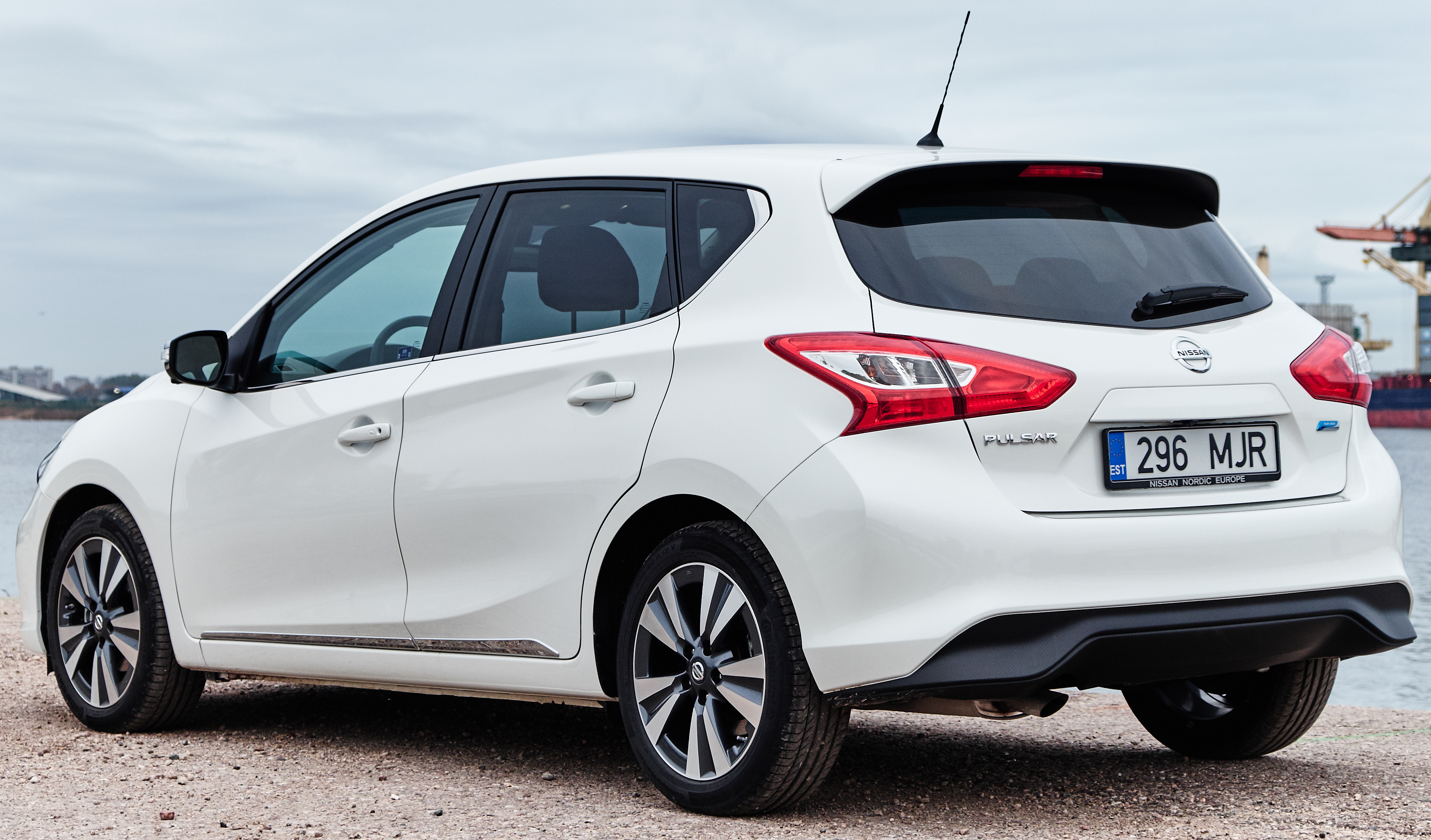
Nissan Pulsar - tył

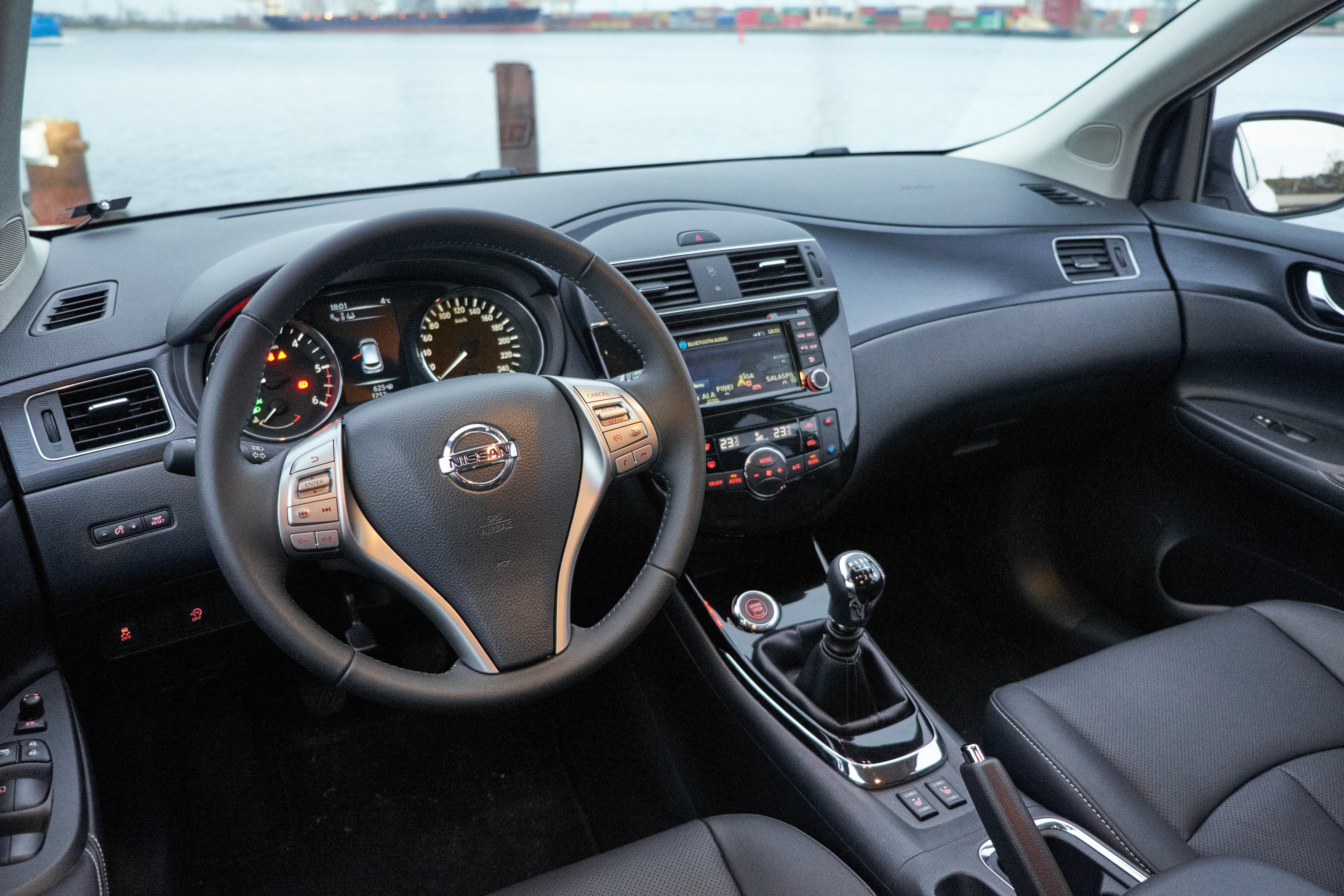
Nissan Pulsar - wnętrze

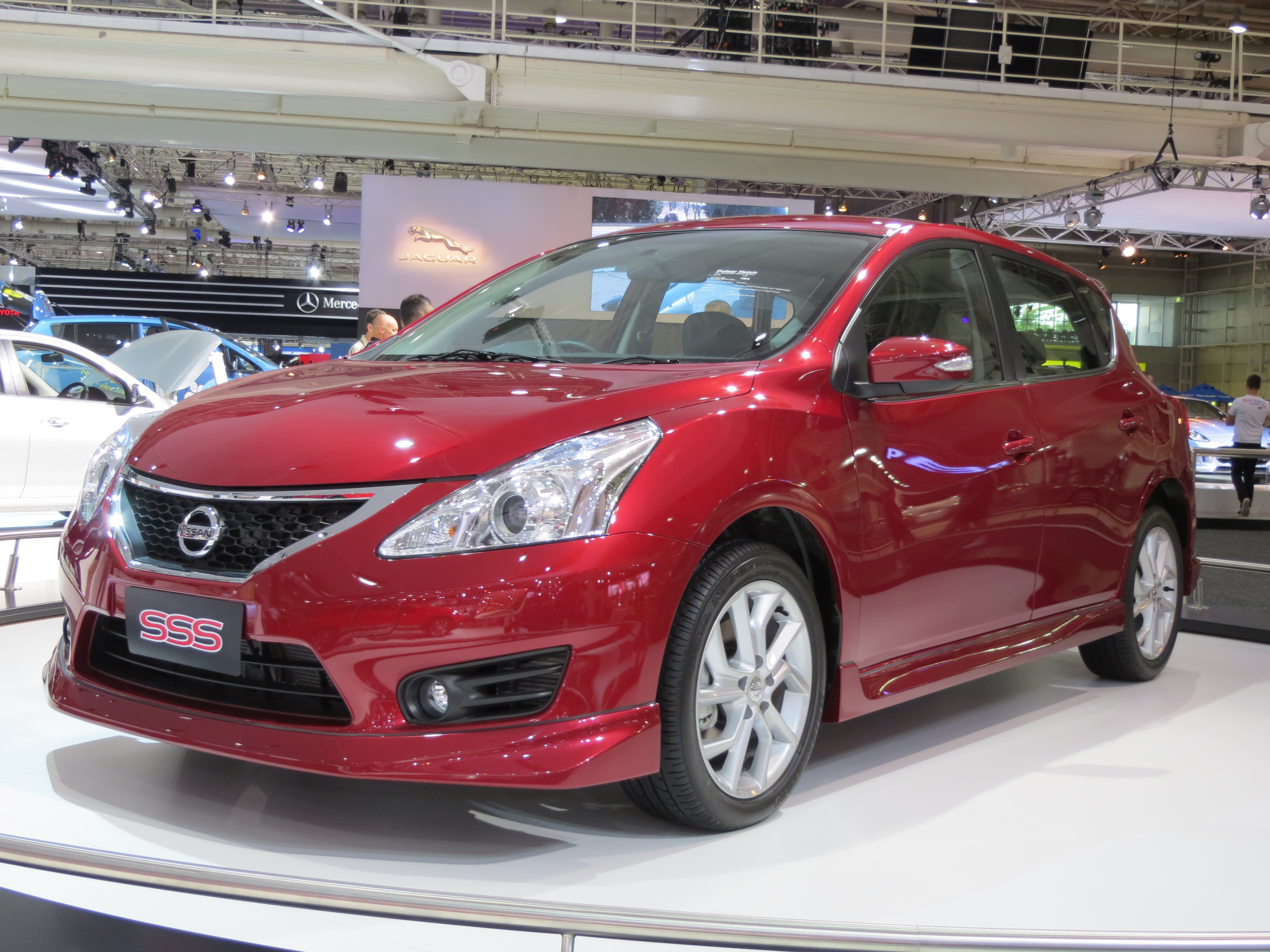
Australijski Nissan Pulsar

Oficjalna premiera auta miała miejsce podczas targów motoryzacyjnych w Paryżu w 2014 roku. Samochód został specjalnie opracowany z myślą o europejskim rynku motoryzacyjnym, gdzie jest wyłącznie oferowany oraz produkowany (Hiszpania). Debiut modelu na rynku europejskim początkowo nie był planowany z racji polityki koncernu, która przewidywała skupianie się na danym typie nadwozi na konkretnym kontynencie – w Ameryce Północnej i Azji są to sedany, SUV-y i vany, a na Starym Kontynencie crossovery.
Pod koniec 2012 roku zarząd Nissana ogłosił, że w segmencie kompaktowych hatchbacków widzi jednak spory potencjał jednocześnie nie informując, czy drugie wcielenie modelu Tiida ze światowych rynków pojawi się także w Europie. Następnie okazało się, że długo oczekiwany kompakt Nissana na rynek europejski jedynie technicznie będzie bazować na azjatyckiej Tiidzie, a nadwozie zostanie głęboko zmodyfikowane. Ponadto pojawi się nowa nazwa i inne jednostki napędowe.
W lutym 2014 roku media poinformowały, że nowy kompaktowy model będzie produkowany w hiszpańskiej fabryce Renault-Nissan w Barcelonie, a w drugiej połowie maja 2014 roku po ponad roku testów drogowych zamaskowanego modelu japoński koncern ogłosił oficjalnie, że kompaktowy model otrzyma nazwę Pulsar (znaną już Australijczykom i Nowozelandczykom). Pojazd zaprezentowano na wewnętrznej prezentacji 20 maja 2014 roku, a światowa premiera miała miejsce podczas Międzynarodowego Salonu Samochodowego w Paryżu w 2014 roku. Sprzedaż modelu oficjalnie ruszyła jesienią tego samego roku.

### Stylistyka
Samochód został zaprojektowany według nowego języka stylistycznego marki, który zastosowany został m.in. w modelach Qashqai II oraz X-Trail III. Auto otrzymało charakterystyczny dla nowych modeli marki przód oraz tylne lampy. Cechą charakterystyczną Pulsara jest spory rozstaw osi (2700 mm), który ma gwarantować największą ilość miejsca na nogi pasażerów tylnej kanapy w całym segmencie kompaktów. Względem azjatyckiej wersji niezmienione pozostało wnętrze oraz wygląd linii bocznej samochodu.

### Koniec produkcji
Już w kwietniu 2017 roku, zaledwie po 3 latach od rynkowego debiutu, Pulsar został wycofany z polskiej oferty Nissana z powodu małego zainteresowania. Samochód pozostał w ofercie innych europejskich przedstawicielstw jeszcze przez kolejne półtora roku, kiedy to we wrześniu 2018 roku podjęto decyzję o ostatecznym zakończeniu produkcji. Ostatnie egzemplarze europejskiego Pulsara, po zaledwie 4 latach produkcji, zjadą z hiszpańskich taśm jesienią tego roku. 
Nissan wycofuje się w ten sposób z segmentu samochodów kompaktowych, a jego ostatnim tradycyjnym samochodem osobowym pozostaje już tylko model Micra.

### Wersje wyposażeniowe
- Visia
- Acenta
- Tekna

Standardowo pojazd wyposażony jest m.in. w 16-calowe alufelgi, przednie reflektory halogenowe z funkcją powitania światłami, światła do jazdy dziennej wykonane w technologii LED, centralny zamek z pilotem, elektryczne sterowanie szyb przednich, podgrzewanie oraz elektryczne sterowanie lusterek zewnętrznych wyposażonych w kierunkowskazy, klimatyzację manualną z filtrem przeciwpyłkowym, skórzane fotele, tempomat, system ABS z EBD, ESP z systemem kontroli trakcji, ISOFIX, immobilizer, przednie poduszki powietrzne i kurtyny boczne, system kontroli ruchów nadwozia, system Start&Stop, układ wspomagania nagłego hamowania, system audio wyposażony w 4 głośniki, odtwarzacz CD/MP3, wejścia AUX oraz USB i iPod, łącze Bluetooth, komputer pokładowy z 5" kolorowym ekranem TFT oraz wielofunkcyjną kierownicę.
Opcjonalnie auto wyposażyć można m.in. w pakiet Safety Shield w który wchodzą: elektryczny hamulec awaryjny, ostrzeganie o poruszających się obiektach, ostrzeganie o niezamierzonej zmianie pasa ruchu oraz ostrzeganie o pojazdach w martwym polu; system NissanConnect drugiej generacji z możliwością integracji ze smartfonem, korzystania z licznych aplikacji i usług przesyłania danych Google.
W Polsce w roku 2017 Nissan oficjalnie wycofał się ze sprzedaży tego modelu, a sprzedawcy tłumaczą to problemem kursu złotówki, czyli wynika z tego, że sprzedaż w katalogowej cenie nie była konkurencyjna.